# Praça da Alegria (Portugal)
Praça da Alegria (entre 2015 e 2018 A Praça) é um programa de televisão português exibido desde 1995 na RTP1. É um programa de entretenimento com espaços de música, animação, culinária, concursos e entrevistas a convidados nacionais, e internacionais, que revelam as suas histórias de vida passadas em Portugal e no mundo. É transmitido todas as manhãs, de segunda a sexta-feira, e conta com cobertura mundial através da RTP Internacional.

## História
O programa, transmitido em direto dos estúdios da RTP, em Vila Nova de Gaia, no Porto, estreou no dia 18 de setembro de 1995 sob o comando de Manuel Luís Goucha e Anabela Mota Ribeiro. Um ano mais tarde, e com a saída de Anabela, entrou Sónia Araújo. Manuel Luís Goucha manteve-se no comando do programa por mais sete anos, até sair para a TVI em 2002, para apresentar o Olá Portugal, antecessor do Você na TV!. Posteriormente, o programa passou a ser apresentado por Jorge Gabriel e Sónia Araújo, mantendo assim entre 2002 e 2013.
Em 14 de janeiro de 2013, o programa foi transferido para Lisboa, passando a apresentação para João Baião e Tânia Ribas de Oliveira, que anteriormente apresentavam o Portugal no Coração. A transferência do programa para Lisboa causou certa comoção entre espectadores, público, críticos de televisão, do próprio apresentador, e até mesmo gerou declarações de protesto do Bispo Emérito de Setúbal.
Em maio de 2014, João Baião deixa o comando do programa para regressar à SIC, para apresentar o Grande Tarde. Tânia passou a comandar sozinha o programa até o dia 13 de junho de 2014, quando o programa deu lugar ao Agora Nós.
Em maio de 2015, após quase um ano da saída da grelha, surgiu a notícia do regresso do programa às manhãs do canal com a apresentação de Jorge Gabriel e de Sónia Araújo, de novo no Porto, mas com um novo nome, A Praça. A reestreia do formato coincidiu com o 20º aniversário da estreia, em 1995.
No dia 7 de maio de 2018, e com uma emissão especial dedicada ao Festival Eurovisão da Canção 2018, que se realizou pela primeira vez em Portugal, o programa foi o primeiro formato português de daytime a ser transmitido em HD.
Em 29 de outubro de 2018, o programa voltou ao seu nome original, Praça da Alegria, contando simultaneamente com um novo cenário, mais amplo que o anterior.

## Apresentadores
| Apresentadores | Período                       |
| -------------- | ----------------------------- |
| Sónia Araújo   | 1996 - 2013 / 2015 - presente |
| Jorge Gabriel  | 2002 - 2013 / 2015 - presente |

| Apresentadores substitutos | Período                       |
| -------------------------- | ----------------------------- |
| Hélder Reis                | 2003 / 2020 / 2022 - presente |
| Merche Romero              | 2003                          |
| Serenella Andrade          | 2003 / 2005                   |
| Tânia Ribas de Oliveira    | 2005                          |
| Catarina Camacho           | 2017                          |
| Joana Teles                | 2020 / 2022 - presente        |
| Rita Belinha               | 2023                          |
| Vanessa Oliveira           | 2024                          |

| Apresentadores anteriores | Período     |
| ------------------------- | ----------- |
| Anabela Mota Ribeiro      | 1995        |
| Manuel Luís Goucha        | 1995 - 2002 |
| João Baião                | 2013 - 2014 |
| Tânia Ribas de Oliveira   | 2013 - 2014 |

## Repórteres
| Repórteres              | Período                                |
| ----------------------- | -------------------------------------- |
| Hélder Reis             | 2002 - 2020                            |
| Tânia Ribas de Oliveira | 2005 - 2006                            |
| Serenella Andrade       | 2008 - 2012                            |
| Catarina Camacho        | 2015 - 2019                            |
| Rita Belinha            | 2018 - presente                        |
| Idevor Mendonça         | 2018 - 2023                            |
| José Manuel Monteiro    | 2018 - 2025                            |
| Isabel Angelino         | 2020 - presente                        |
| Lara Lopes              | 2022 - presente                        |
| Inês Carranca           | 2023 - 2024                            |
| Tiago Góes Ferreira     | Ocasionalmente (... / 2023 - presente) |